# Tanzânia nos Jogos Olímpicos de Verão de 2024
Tanzânia participou dos Jogos Olímpicos de Verão de 2024, realizados em Paris, na França. Foi a 15.ª aparição do país nos Jogos Olímpicos de Verão desde a estreia como Tanganica em Tóquio 1964.
Foi representado por sete atletas que competiram no atletismo, judô e natação, mas nenhum conquistou medalhas.

## Competidores
Esta foi a participação por modalidade nesta edição:
| Esporte   | Masculino | Feminino | Total |
| --------- | --------- | -------- | ----- |
| Atletismo | 2         | 2        | 4     |
| Judô      | 1         | 0        | 1     |
| Natação   | 1         | 1        | 2     |
| Total     | 4         | 3        | 7     |

## Desempenho

### Atletismo
Masculino
Eventos de estrada
| Atleta         | Evento   | Final   | Final | Ref.  |
| Atleta         | Evento   | Tempo   | Pos.  | Ref.  |
| -------------- | -------- | ------- | ----- | ----- |
| Gabriel Geay   | Maratona | DNF     | DNF   | [ 5 ] |
| Alphonce Simbu | Maratona | 2:10:03 | 17    | [ 6 ] |

Feminino
Eventos de estrada
| Atleta           | Evento   | Final   | Final | Ref.  |
| Atleta           | Evento   | Tempo   | Pos.  | Ref.  |
| ---------------- | -------- | ------- | ----- | ----- |
| Jackline Sakilu  | Maratona | DNF     | DNF   | [ 7 ] |
| Magdalena Shauri | Maratona | 2:31:58 | 40    | [ 8 ] |

### Judô
Masculino
| Atleta              | Evento    | Primeira fase         | Oitavas              | Quartas              | Semifinais           | Repescagem           | Final / DB           | Final / DB | Ref.  |
| Atleta              | Evento    | Adversário Resultado  | Adversário Resultado | Adversário Resultado | Adversário Resultado | Adversário Resultado | Adversário Resultado | Pos.       | Ref.  |
| ------------------- | --------- | --------------------- | -------------------- | -------------------- | -------------------- | -------------------- | -------------------- | ---------- | ----- |
| Andrew Thomas Mlugu | Até 73 kg | SAM W Tai Tin V 10–01 | FRA J Gaba D 00–10   | Não avançou          | Não avançou          | Não avançou          | Não avançou          | =9         | [ 9 ] |

### Natação
Masculino
| Atleta           | Evento      | Eliminatórias | Eliminatórias | Semifinal   | Semifinal   | Final       | Final       | Ref.   |
| Atleta           | Evento      | Tempo         | Pos.          | Tempo       | Pos.        | Tempo       | Pos.        | Ref.   |
| ---------------- | ----------- | ------------- | ------------- | ----------- | ----------- | ----------- | ----------- | ------ |
| Collins Saliboko | 100 m livre | 53.38         | 71            | Não avançou | Não avançou | Não avançou | Não avançou | [ 10 ] |

Feminino
| Atleta        | Evento     | Eliminatórias | Eliminatórias | Semifinal   | Semifinal   | Final       | Final       | Ref.   |
| Atleta        | Evento     | Tempo         | Pos.          | Tempo       | Pos.        | Tempo       | Pos.        | Ref.   |
| ------------- | ---------- | ------------- | ------------- | ----------- | ----------- | ----------- | ----------- | ------ |
| Sophia Latiff | 50 m livre | 28.42         | 49            | Não avançou | Não avançou | Não avançou | Não avançou | [ 11 ] |